# Евклід (космічний телескоп)
Евклід (англ. Euclid) — космічний телескоп видимого та ближнього інфрачервоного діапазону, розроблений Європейським космічним агентством (ЄКА) у межах програми  досліджень Cosmic Vision. Запущено 1 липня 2023 року. Мета проєкту — вивчення природи темної матерії та темної енергії шляхом точного вимірювання прискореного розширення Всесвіту. Для досягнення мети  телескоп (тридзеркальний анастигмат системи Корша) буде вимірювати форму галактик на різних відстанях від Землі й досліджувати співвідношення між відстанню до них та їх червоним зсувом.
«Евклід» — це місія середнього класу («М-клас») і є частиною кампанії «Cosmic Vision» наукової програми ЄКА. Цей клас місій має максимальний бюджет ЄКА на рівні близько 500 мільйонів євро. «Евклід» було обрано у жовтні 2011 року разом із місією Solar Orbiter із кількох конкуруючих місій. Місія отримала назву на честь давньогрецького математика Евкліда.

## Наукові цілі і методи
Загальноприйнято вважати, що темна енергія викликає спостережуване прискорення розширення Всесвіту, тому розуміння цього зв’язку допоможе фізикам та астрофізикам уточнити розуміння природи темної енергії. В свою чергу, зв'язок між формами галактик та їхнім червоним зміщенням допоможе показати, як саме темна енергія викликає прискорення розширення Всесвіту. «Евклід» вивчатиме історію розширення Всесвіту та утворення його структури шляхом вимірювання червоного зсуву галактик (z) до значення 2, тобто, вивчати їх у тому вигляді, якими вони були близько 10 мільярдів років тому. Точну відстань до галактик планується оцінити з допомогою спектроскопії, а форми галактик будуть оціненні з врахуванням слабкого гравітаційного лінзування світла від останніх. Тобто, «Евклід» складатиме карту геометрії матерії у Всесвіті та досліджуватиме історію її прискореного розширення.

## Технічні характеристики
Для побудови телескопу ЄКА було обрало компанію Thales Alenia Space. «Евклід» має довжину 4,5 метри, діаметр — 3,1 метри, а його маса — 2,1 тони. Модуль корисного навантаження «Евкліда» виготовлений під управлінням Airbus Defense and Space, Тулуза, Франція. Він складається з телескопа Корша з діаметром головного дзеркала 1,2 метра, яке охоплює площу 0,5 квадратного градуса на небесній сфері.

## Підготовка і запуск
В 2015 році проєкт пройшов попередній перегляд, було завершено велику кількість технічних дизайнів, а також побудовано і тестовано певну кількість ключових компонент апарата.
В грудні 2018 року проєкт пройшов критичний перегляд, який затвердив загальний дизайн апарата та план місії, розпочалося остаточне складання апарата.
У липні 2020 року два ключові інструменти (для видимого світла та ближнього інфрачервоного діапазону) було доставлено до Тулузи для монтування на космічний телескоп.
До російського вторгнення в Україну планувався запуск ракетою-носієм Союз ST-B, але 2022 року було вирішено запустити «Евклід» ракетою SpaceX Falcon 9 Block 5.
У квітні 2023 року стосовно «Евкліда» була завершена сувора програма екологічних і механічних випробувань на об’єкті в Каннах (Франція). 
1 липня 2023 року телескоп успішно запустили ракетою Falcon 9 із космодрому на мисі Канаверлал.

## Початок роботи
Наприкінці липня 2023 року, космічний телескоп «Евклід» дістався своєї цільової орбіти навколо колінеарної точки Лагранжа L2 системи Сонце—Земля та передав на Землю перші тестові зображення. Знімки були зроблені під час калібрування інструментів, тому тестові зображення не розкривають його потенціал. Дослідники виявили, що коли «Евклід» певним чином орієнтований, на зображення потрапляє сонячне світло, яке забруднює їх. Імовірною причиною є якась крихітна щілина. Дослідники вважали, що в подальшій роботі цього небажаного ефекту можна уникнути. Тож випробування показали, що телескоп здатний виконати свою місію.
За повідомленням Європейського космічного агентства (ESA) від 7 листопада 2023 року, космічний телескоп «Евклід» здійснив перші спостереження та передав на Землю зображення спіральної галактики IC 342, яка перебуває приблизно за 11 мільйонів світлових років від Землі. Особливістю стало те, що галактику IC 342 («Прихована галактика») дуже важко спостерігати, оскільки вона розташована за диском нашого Чумацького Шляху, тому пил, газ і зорі закривають огляд, однак «Евклід» успішно здійснив її спостереження та фотографування.
26 березня 2024 року ESA успішно випробувало процедуру індивідуального очищення оптичних елементів приладу VIS обсерваторії «Евклід» від водяного льоду. Інженери видалили лід із двох дзеркал шляхом прогрівання, що відновило потік випромінювання, який збирає прилад.